# Corynotheca poeltii
Corynotheca poeltii är en bladmossart som beskrevs av Ryszard Ochyra 1990. Corynotheca poeltii ingår i släktet Corynotheca och familjen Funariaceae. Inga underarter finns listade i Catalogue of Life.